# Clément VI
Pour les articles homonymes, voir Roger et Pierre Roger.
Pierre Roger, né en 1291 au château de Maumont dans la paroisse de Rosiers-d'Egletons, en Corrèze, et mort le 6 décembre 1352 à Avignon, est le 198e pape de l'Église catholique, sous le nom de Clément VI. Il est aussi le 4e pape d'Avignon.

## Biographie

### Au service du Roi de France
Fils de Guillaume Roger, châtelain de Rosiers en Limousin, et de Guillemette de Mestre, Pierre Roger prend en 1302 l’habit de bénédictin au monastère de la Chaise-Dieu. À seize ans, après avoir fait profession en 1305, son abbé l’envoie étudier la théologie à l’université de Paris. Après seize ans d’études, il est reçu en 1323 à trente-deux ans maître en théologie (doctorat obtenu le 23 mai 1323 par bulle du pape Jean XXII). Il a acquis une renommée d’orateur et de savoir-faire. Il devient prieur de Saint-Pantaléon en 1322, de Savigneux en Forez en 1323 puis de Saint-Baudille de Nîmes en 1324. À trente-cinq ans, il est nommé le 23 juin 1326 par le pape Jean XXII abbé de Fécamp, puis évêque d’Arras le 3 décembre 1328 et archevêque de Sens le 24 novembre 1329, ce qui lui donne un rang privilégié dans les assemblées du royaume.
Il devient l’homme de confiance de Philippe VI qui le fait entrer au Conseil royal. En 1330, à trente-neuf ans, il est peut-être chancelier de France, ou garde des Sceaux, ou faisant fonction (mais cela n'est pas assuré : cf. chancelier et), et en 1332 il dirige l'ambassade française. En 1334, il s’emploie à chercher une issue honorable au conflit qui oppose le roi d’Angleterre Édouard III à Philippe VI de Valois. Il acquiert dans cette longue mission une excellente connaissance de la vie politique et la réputation d’un diplomate intelligent et habile. Il est également un théologien reconnu et fait partie en 1333 de la commission réunie par Jean XXII à Avignon pour examiner les écrits de Durand de Saint-Pourçain et Thomas Walleis.
Sur la recommandation commune du roi de France et du roi d’Angleterre, il est nommé archevêque de Rouen le 14 décembre 1330 (il n’y réside pas). Il y fonde un collège de seize chapelains, agrandit le domaine de Fresne et liquide les biens de l'archevêché situés outre-Manche. En décembre 1338, à quarante-sept ans, à la demande de Philippe VI, Benoît XII le nomme cardinal au titre Santi Nereo e Achilleo. Il ne réside pas non plus à Avignon, contrairement à l’usage, et reste au service du roi.

### ClémentVIle Magnifique
Dès qu’il eut connaissance du décès de Benoît XII, Philippe VI de Valois dépêcha Jean de Normandie pour influencer le Sacré Collège en faveur de son candidat le cardinal Pierre Roger. Malgré l’urgence, le prince héritier n’arriva que le 7 mai 1342 à Avignon au moment même où les portes du conclave se refermaient sur les cardinaux.

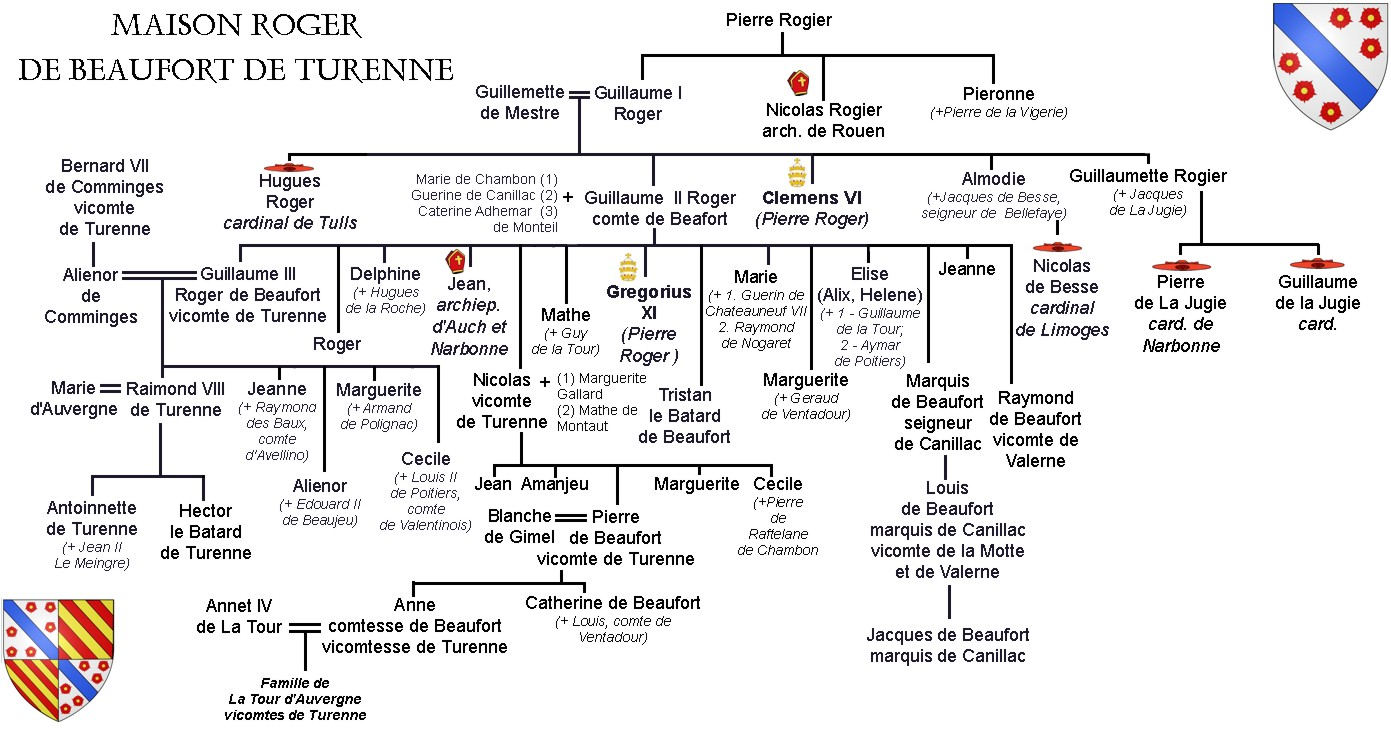

Tout à son inquiétude, le duc de Normandie dut attendre. Mais le choix des princes de l’Église se révéla être identique à celui de la maison de France. L'élection se fit en une journée et à l'unanimité. Le protégé du Valois, le cardinal Pierre Roger venait d’être élevé sur le trône apostolique. À peine élu, il déclara :

« Praedecessores nostri nesciverunt esse papa, Nos prédécesseurs ne surent pas être pape. »

Et en ce sens, le nouveau pontife était à l’opposé de l’ascétique Benoît XII, à tel point que son règne lui donnerait le surnom de Clément VI le Magnifique. Il le démontra dès le 19 mai, jour de son couronnement, par un sacre se déroulant devant des milliers d’invités et en présence des princes du sang (en tête se trouvaient Jean de Normandie et Eudes IV, duc de Bourgogne, suivis de Pierre Ier de Bourbon, cousin du roi de France, et d'Humbert II).
Clément VI passa l'été suivant dans sa résidence de Villeneuve-lès-Avignon, l’ancien hôtel du cardinal Napoléon Orsini sis au pied de la tour Philippe-le-Bel et sollicita Jean II, comte d’Armagnac, pour qu’il lui rétrocédât son fief de Monteux. Le 31 août, Jean d’Arpadelle, évêque de Fréjus et nouveau recteur du Comtat, remit au comte 14 000 florins pour le rachat de sa seigneurie. Le 20 septembre, de retour à Avignon, il s’installa dans le palais de son prédécesseur et remit leurs coiffes à de nouveaux cardinaux. Parmi ceux-ci se trouvaient Guy de Boulogne, archevêque de Lyon, son neveu Nicolas de Besse et son frère Hugues Roger.

« Je y plantera un tel rozier des gens de nostre nation que il ne sera de chi à chent ans que il y en oit des racines et des boutons. »

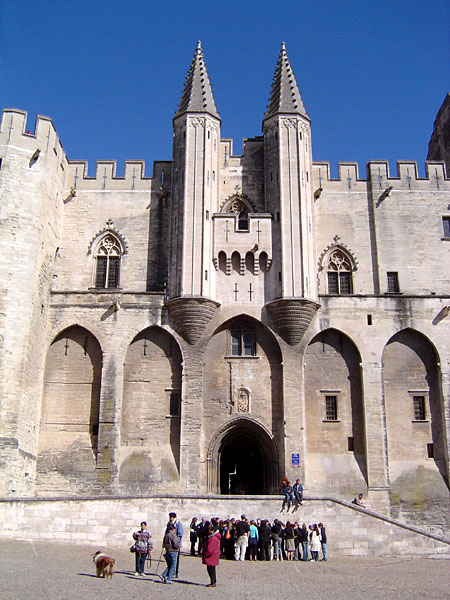
La porte des Champeaux
principale entrée du palais des papes sommée du blason de Clément VI.

Selon ses paroles qui lui sont attribuées « à tort ou à raison », Clément VI ambitionnait de planter dans l’Église un tel rosier du Limousin, qu’après cent ans, il aurait encore des racines et des boutons.

### Le second palais des papes
Clément VI était entré dans le palais construit pour Benoît XII mais Jean de Loubières fut chargé d’édifier un palais neuf digne du Magnifique et dès le début de l’été 1342 attaqua le chantier de la « tour de la Garde-Robe » et de la « tour des Cuisines ». Dans cette dernière, il plaça la « Bouteillerie » qui servit aussi à déposer la vaisselle d’or et d’argent de la table pontificale. Puis l’architecte s’attaqua au chantier du palais nouveau et à l’achèvement de la « tour du Trouillas ». Avec sa nouvelle façade, le palais prit l’aspect que nous lui connaissons aujourd’hui. Et Clément VI fit placer les armoiries des Roger sur l’entrée principale, au-dessus du nouveau portail des Champeaux.
Mais surtout il fit couvrir les murs de fresques où ne figurent aucun motif religieux mais des scènes champêtres et de chasse. Sur quelques-unes de ces peintures on remarque l'emploi précoce de la perspective (cages à oiseaux et bassin). Le plus grand chantier fut assuré par Matteo Giovanetti, un prêtre de Viterbe, élève du grand Simone Martini qui se mourait à Avignon. Dans la chapelle du Grand Tinel, il fit le portrait du pape en saint Martial. Puis, en 1344, un nouveau peintre, Robin de Romans, fut chargé de décorer la chambre du Cerf où il représenta le frère et le neveu du Souverain Pontife.

### Un pontife érudit, diplomate et galant homme
Louis de Bavière profita de l’élection de ce nouveau pape pour solliciter une audience pour ses ambassadeurs. Face à ces derniers, le nouveau pape tenta de faire taire les désaccords par la phrase :

« Choisissez aujourd’hui ce qu’il vous plaît ! »

Excellent diplomate, Clément VI était de plus doublé d’un galant homme. Les dames nobles de sa Cour tombèrent sous le charme pontifical. Il fit ouvrir par la « Révérende Chambre apostolique » un compte spécial pour les Dames de la famille de Notre Saint-Père le pape. Sans conteste, la favorite fut Cécile de Comminges, vicomtesse de Turenne.
Clément VI, lors de ses brillantes études à la Sorbonne, était passé maître dans l’art de la scolastique. Cela lui fut un atout sur le trône de Saint-Pierre. Tout au long de sa carrière ecclésiastique et au cours de son pontificat, il se révéla être un remarquable orateur et prédicateur. Il utilisait magistralement la souple prolixité de la langue occitane et était convaincu qu’en français ou en latin beau parler n’écorche point langue.

### ClémentVIet le rattachement du Dauphiné à la France
Avec l’ancien conseiller de Philippe VI de Valois sur le trône pontifical, le sort du Dauphiné était scellé : il serait rattaché à la France. Sur l’initiative de Clément VI, un grand pas fut franchi au cours du mois de février 1343. Le roi et son fils aîné, Jean de Normandie, vinrent rencontrer Humbert II dans la cité papale.
Le Dauphin du Viennois, après des difficultés financières, vit proposer par le roi de France un arrangement qui le tirerait du besoin : s’il acceptait que le Dauphiné fut dévolu au second fils du roi après sa mort, ses dettes seraient réglées et il jouirait d’une rente annuelle. Humbert sollicita un temps de réflexion.
Depuis quelques mois, il avait pris contact avec son oncle, Robert d’Anjou, pensant que le comte de Provence serait intéressé par l’achat de ses États qui jouxtaient les siens. La réponse de Robert d’Anjou se faisait attendre puisque ce dernier venait de mourir à Naples. Le Dauphin tenta alors de trouver un palliatif. Le 29 mai 1343, il vendit leur indépendance à cinquante-deux paroisses des Alpes qui se regroupèrent pour former la « République des Escartons ». Mais sous la pression pontificale - il n'y aurait pas de levée d'excommunication si Humbert II n'obtempérait pas - le Dauphin signa un accord avec la France le 30 juillet 1343. Il était prêt à céder aux Valois son Dauphiné.

### Sa politique italienne
Puis Clément VI vit arriver à Avignon, une ambassade italienne conduite par un jeune et brillant tribun romain, Nicola Gabrino, dit Cola di Rienzo lui proposant de retourner à Rome. Le pape ne daigna pas aborder ce sujet mais accorda un jubilé pour l’année 1350,.
Le 3 septembre 1343, grâce à l’action des légats pontificaux, une seconde trêve fut signée à Malestroit entre la France et l’Angleterre. Elle devait durer trois ans. Le pape avait déjà d’autres préoccupations avec le royaume de Naples où les princes angevins et la reine de Hongrie s’affrontaient. Il chargea Pétrarque d’une ambassade au cours de ce mois de septembre. Arrivé sur place, le poète vauclusien constata que « le Royaume était comme un navire que ses pilotes conduisaient au naufrage, un édifice ruiné soutenu par le seul évêque de Cavaillon ».
Pourtant des sujets plus domestiques retenaient son attention. Comme il fallait améliorer le passage sur le Rhône entre la France et Avignon, le 21 décembre 1343, le pape reçut les recteurs et les frères de l’Hôpital du pont. À leur demande, il accorda des indulgences aux fidèles qui contribueraient désormais à l’entretien du pont Saint-Bénézet.

### ClémentVIfait céder le dauphinHumbertII
Clément VI, toujours attentif à la question dauphinoise, écrivit à Philippe VI, le 11 avril 1344, pour lui proposer que le fils aîné du roi de France portât le titre de Dauphin[Passage contradictoire]. Le pape envisagea ensuite de lever l’excommunication de Humbert II, qui avait remboursé jusqu’au dernier florin à la Révérende Chambre Apostolique, mais il y mit une condition : il devait lui céder le fief de Visan. L’accord passé, le 31 juillet, Clément VI reçut Humbert dans son palais de Villeneuve-lès-Avignon. Le Dauphin du Viennois rendit hommage et le pape leva les sentences.
Clément VI put entrer en possession de son fief de Visan à la fin du mois d’octobre au moment où, sur son initiative, arrivaient à Avignon les émissaires de France et d’Angleterre pour discuter d’une nouvelle trêve sous l’égide du cardinal Jean Raymond de Comminges.

### Les croisades pontificales
Ce fut aussi au cours de cet automne que le Souverain Pontife mit sur pied un nouveau projet de croisade, sur les côtes même de l’empire byzantin où sévissaient les pirates turcs. Il en confia le commandement au patriarche latin de Constantinople, Henri d'Asti (en) et à Édouard Ier de Beaujeu. L’objectif de cette expédition était de s’emparer de Smyrne. Le 28 octobre 1344, l'armée chrétienne s'empara de la citadelle basse de Smyrne, qui fut confiée à la garde des chevaliers de Rhodes, mais échouait à s'emparer de l'acropole.
Clément VI, au cours du mois de novembre, régla d’abord l’appartenance des « îles Fortunées » (les îles Canaries) entre la Castille et le Portugal puis il lança un nouvel appel à se croiser auquel seul répondit Humbert II. Le pape, avec une certaine répugnance, accepta de le nommer, le 26 mai 1345, capitaine général du Siège Apostolique, commandant l’armée chrétienne. Le Dauphin embarqua à Marseille le 2 septembre en compagnie de Jean Ier le Meingre, dit Boucicaut, qui s’était déjà illustré à Smyrne. Sur place, il privilégia la négociation avec les Turcs.

### La défaite de Crécy vue d'Avignon

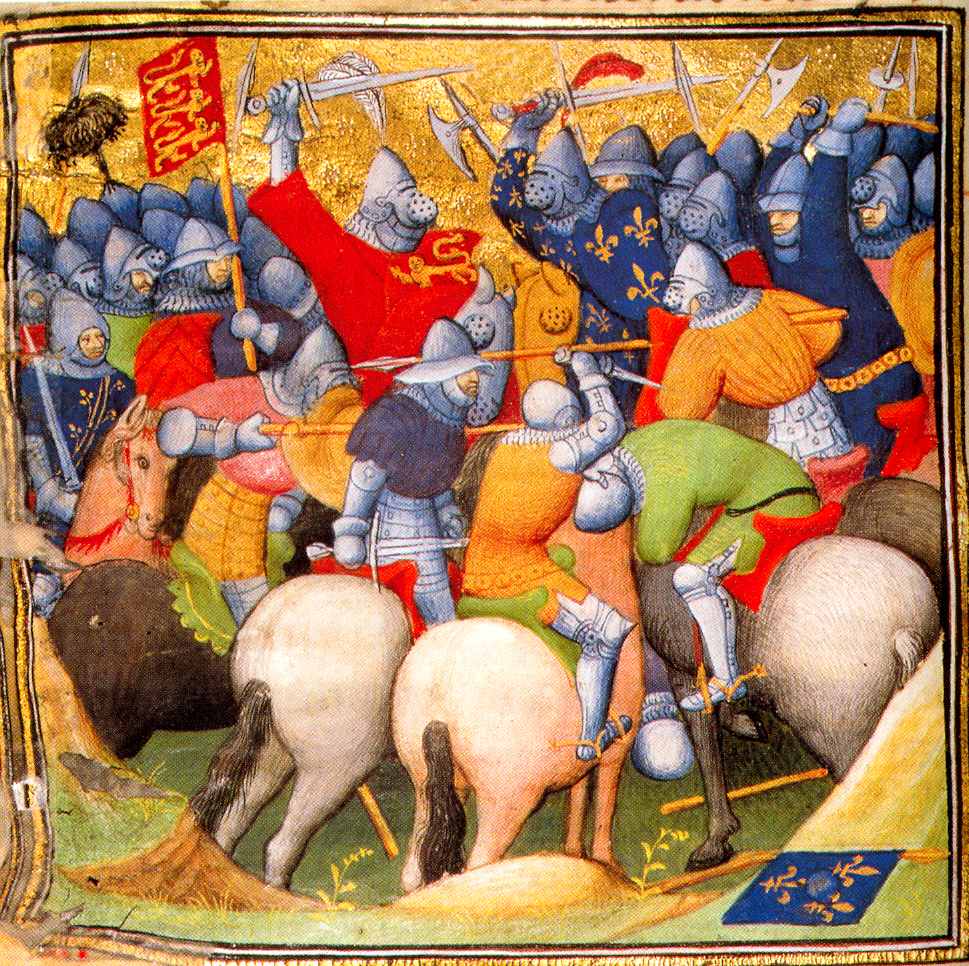
La bataille de Crécy, (Chronique de Froissart).

Après cette déception, Clément VI expédia quelques affaires courantes en ce début d'année 1346. Il appela à Avignon le grand astrologue Jean de Murs pour lui commander un rapport sur la réforme du calendrier puis il déposa Henri III de Virnebourg le 7 avril 1346, de sa fonction d’archevêque de Mayence et partisan ardent de l'empereur Louis de Bavière et appela a sa place Gerlier de Nassau le 13 avril.
Mais cette année fut surtout marquée par l’une des batailles les plus importantes de la guerre de Cent Ans. Le samedi 20 août, à Crécy-en-Ponthieu, sur les bords de la Rue, l’ost des chevaliers français se heurta à l’armée anglaise. Ses archers, essentiellement composés de yeomen, firent un carnage des Français lourdement cuirassés et ce fut le désastre.
Pourtant la défaite de Crécy, vue du palais des papes d’Avignon, n’eut pas le même impact qu’en France. On retint, bien sûr, qu’Édouard de Woodstock, le prince de Galles, fit preuve ce jour-là d’une extrême bravoure. Tout comme, dans le camp français, Jean de Luxembourg, le roi aveugle de Bohème, qui se fit conduire au milieu de la mêlée et mourut en ferraillant au jugé. Mais, par ailleurs, personne ne blâmait son fils, Charles de Moravie, de s’être éclipsé pendant la bataille. Ni Amédée, le comte de Savoie, de n’y être arrivé que le lendemain à la tête de ses mille lances.
Beaucoup, par contre, chantaient les louanges d’un certain Juan Fernandez de Heredia, conseiller du roi d’Aragon et commandeur des hospitaliers de Saint-Jean de Jérusalem, qui avait chevaleresquement secouru le malheureux roi Philippe en lui offrant son cheval. Et tous disaient pire que pendre des milliers d’arbalétriers génois, engagés à prix d’or par le Valois, qui n’avaient daigné combattre s’étant déclarés trop fatigués.

### Le protecteur des juifs durant la Peste Noire

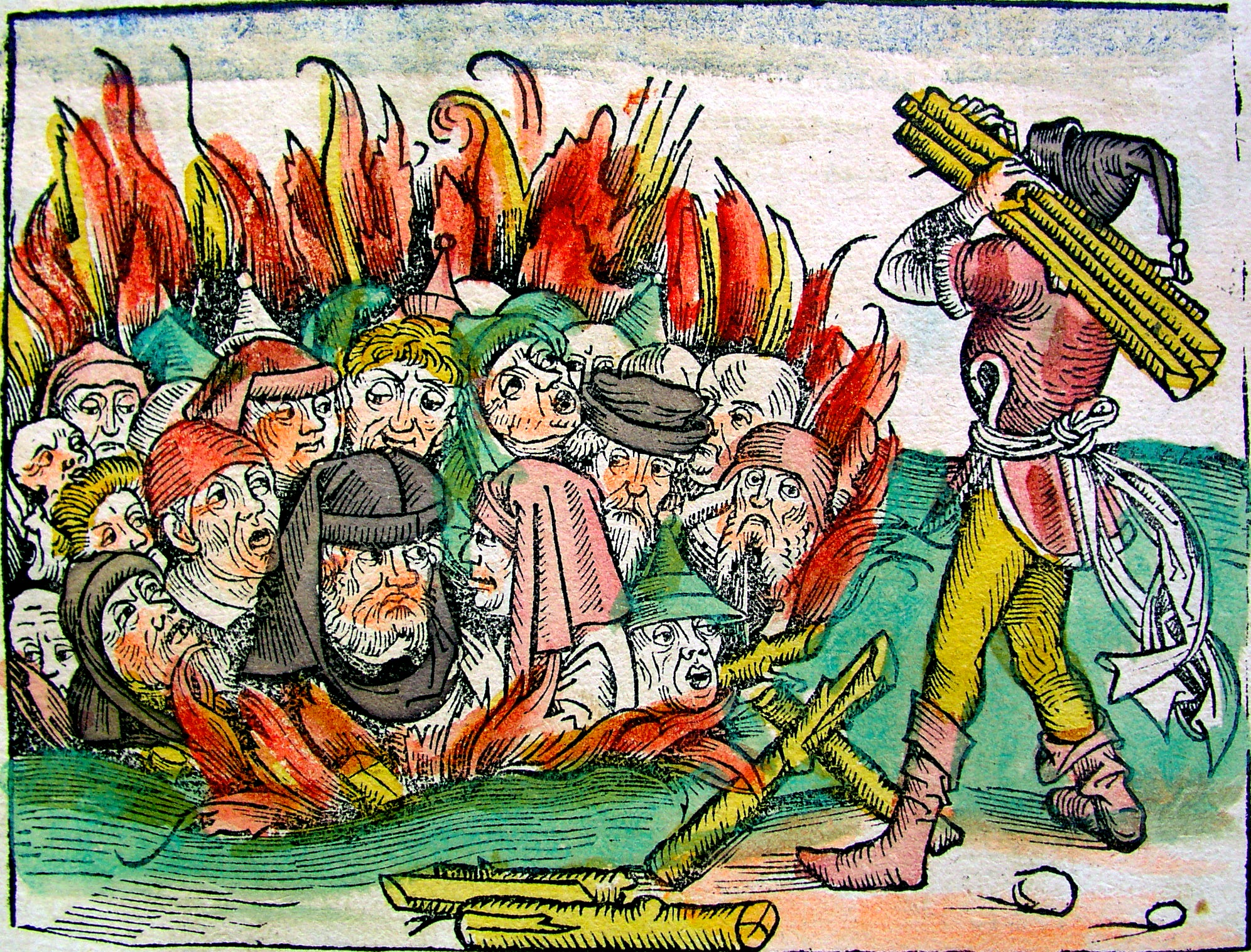
Les juifs jetés dans un bûcher pendant la peste noire.

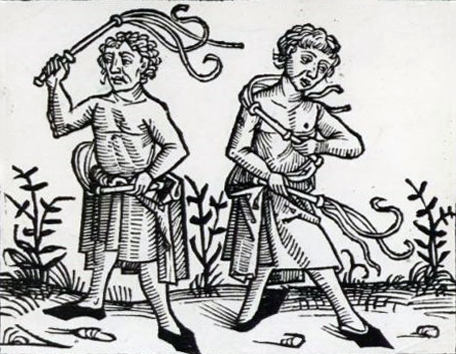
Les flagellants.

Tout le monde ignorait encore que la plus grande pandémie du Moyen Âge était déjà aux portes de la Méditerranée. Elle sévissait depuis l’automne 1347, sur les bords de la mer Noire, en Crimée, elle toucha Marseille le 1er novembre 1347. Ce foyer épidémique allait alors s’étendre sur toute la Provence et le Languedoc.
Le mois de janvier 1348 commença sous les plus mauvais auspices. Un tremblement de terre fut ressenti dans tout le Comtat Venaissin ainsi que dans une grande partie de la Provence et du Languedoc. Le nombre de victimes de ce séisme fut minime comparé à celui de l’épidémie qui s’abattait sur tout le pourtour méditerranéen.
Alors que l’incompréhension restait totale sur les origines du mal, chacun put y aller de ses hypothèses sinon de ses théories. Le chroniqueur Matteo Villani se sentit obligé d’expliquer en préliminaire : « Devant débuter notre traité par l’évocation de la gent humaine, mon esprit est saisi de stupeur dès l’instant qu’il s’apprête à décrire le châtiment que, dans son infinie merci, la justice divine a imposé au genre humain digne, par la corruption des sens, du jugement dernier ». Jean Froissart nota : « En ce temps, par tout le monde généralement, une maladie qu’on claime épydémie couroit, dont bien la tierce partie dou monde mouroit ». De son côté, le moine francilien Richard de Saint-Victor constata : « Il mourut plus de deux parts des gens et n’osait le père voir le fils ni le frère la sœur ». Boccace, dans son Décaméron écrivit : « Cette tribulation a pénétré d’une telle épouvante les cœurs des hommes et des femmes, que le frère abandonne le frère, l’oncle le neveu, la sœur le frère et souvent l’épouse son mari. Chose plus forte et presque incroyable, les pères et les mères évitent de rendre visite et service à leurs enfants, comme s’ils n’étaient pas à eux ». Guy de Chaulhac, docteur de l’université de Montpellier, remarqua quant à lui : « Les gens mouroient sans serviteur et estoyent ensevelis sans prestre. Le père ne visitoit pas le fils, ni le fils son père. La charité estoit morte et l’espérance abattue ».
Tout au long de l’épidémie, des holocaustes furent organisés contre les juifs rendus responsables de la peste noire. Inquiet d’une telle flambée de haine, près de trois cent cinquante communautés juives ayant été exterminées dans la péninsule Ibérique et dans l'Empire germanique, ce pape rendit publique, deux bulles papales prenant la protection des Juifs : celle du 4 juillet 1348 interdit de les contraindre au baptême et celle du 26 septembre condamna les persécutions, menaçant d’excommunication ceux qui les maltraiteraient. Néanmoins, près de 900 juifs sont brûlés quelques mois plus tard à Strasbourg, alors que l'épidémie ne s'est pas encore déclarée dans la ville. À cette occasion il autorise les autopsies dans l'espoir de découvrir la cause du mal et sa thérapeutique. Puis il condamne le fanatisme des flagellants qui se répandaient depuis le royaume de Souabe dans tout le nord de l'Europe et continuaient la chasse aux juifs.

### La reine Jeanne et l'achat d'Avignon

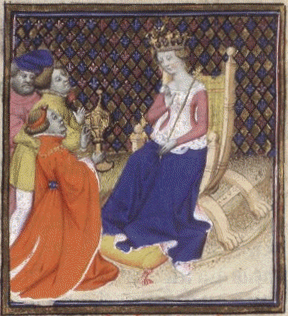
La reine Jeanne, comtesse de Provence et reine de Naples', miniature du Maître des Clères Femmes tirée d'un manuscrit du De mulieribus claris de Boccace, vers 1403, BNF,,

Ce fut ce moment que choisit la Reine Jeanne pour se rendre dans son comté de Provence et à Avignon. Son arrivée ressemblait plus à une fuite qu’à une visite de ses États. L’assassinat de son premier époux André de Hongrie, le 18 septembre 1345, avait choqué autant Naples que la Provence et Avignon. Clément VI avait alors chargé Hugues des Baux, comte d’Avellino et Sénéchal de Provence, d’aller enquêter sur place afin de découvrir et punir les coupables. À son retour, le 4 novembre 1346, le pape, informé de la situation, avait jugé opportun d’excommunier les assassins d’André de Hongrie. Puis le pape, qui aimait toujours savoir le court et le long d’une affaire, chargea le cardinal Bertrand de Deaux de se rendre en Italie.
Mais les affaires napolitaines le dépassèrent rapidement. Au printemps 1347, inquiet du climat qui régnait dans la capitale et à la Cour, il voulut demander son rappel en Avignon ce que le pape refusa. Ce fut alors que tout se précipita. Lassé d’attendre, Louis Ier de Hongrie, passa à l’offensive. Le 10 mai, annonçant qu’il allait venger la mort de son frère, le roi s’était avancé jusqu’à L'Aquila avec ses Magyars. Ses troupes arboraient un étendard noir sur lequel avait été peint le portrait du prince étranglé. Le roi fit alliance avec Cola di Rienzo, et le 29 du même mois, aux portes de Rome et sous le signe du Saint-Esprit cavalier, le tribun écrasait les troupes pontificales du cardinal de Deaux.
Immédiatement informé, le 20 janvier 1348, le pape avait écrit à Jacopo Alberti Antichi qui résidait à Florence. Son but était, au travers des facteurs du banquier, d’être renseigné sur les faits et gestes de Louis de Hongrie en Italie et de Cola di Rienzo qui avait rejoint Naples.
Car de son côté, Louis Ier, arrivé à Bénévent, à trois jours de marche de Naples, avait fait tenir le 11 janvier 1348 un message menaçant à la reine. Peu rassurée, Jeanne avait préféré fuir l’ire de son ex beau-frère et cousin de Hongrie. Elle quitta Naples pour faire voile vers la Provence. Son convoi débarqua à Marseille le 29 janvier. Le 27 février, la comtesse-reine se rendit à Châteaurenard où elle attendit que le pape lui accordât audience. Clément VI la reçut lors du consistoire du 15 mars.
Jeanne avait deux objectifs. Tout d’abord se faire absoudre d’un crime dont beaucoup pensaient que si elle n’en était pas responsable, elle y avait pour le moins consenti. Le second, non moins important, était de demander au pape de renflouer ses finances. Il lui fallait beaucoup d’or pour lever des troupes capables de s’opposer à celles de son cousin de Hongrie. Sur les deux points, le Souverain Pontife fit preuve d’une rare et benoîte compréhension. Il pardonna publiquement à Jeanne sa conduite légère et la lava de tout soupçon dans l’assassinat de son premier époux en la déclarant absoute de « coulpe et de peine ». Enfin il lui offrit 80 000 florins pour l’achat de sa ville d’Avignon.
Ce fut Guillaume de Malesec (Malosico), clerc de la Chambre du pape et chanoine de Langres, qui accepta la vente au nom de Clément VI, à la date du 6 juin. Par contre, les Archives du Vatican indiquent que ce fut Estienne Aldebrandy, archevêque d’Arles, qui passa le contrat de vente d’Avignon, avec toutes ses dépendances. La cité papale étant en terre d’Empire, l’acte fut fait en présence des plénipotentiaires de Charles IV de Luxembourg qui enregistrèrent la cession par lettres datées du 9 juin. Dans la cour du musée Calvet d’Avignon (ancienne Livrée de Cambrai) a été conservé le banc de pierre sur lequel le prélat compta à la Reine Jeanne ses 80 000 florins d’or. Elle confirma cette vente le 21 juin. Le 1er novembre 1348, de Gorizia, capitale du comté de Goritz, dans le Frioul, l’empereur en personne accusa réception de la transaction aux deux parties attestant qu’il cédait au pape tous ses droits sur Avignon.

### L'excès de népotisme
Le 27 mai 1348, Clément VI, malgré quelques réticences du Collège des cardinaux, n’hésita pas à nommer un nouveau prince de l’Église. Il faut dire que l’impétrant n’avait que dix-huit ans, qu’il était le seul de sa promotion et que le pape était son oncle et parrain. Pierre Roger de Beaufort reçut donc le chapeau de cardinal au titre de Sainte-Marie-la-Neuve. Jusqu’alors les seuls titres de gloire du futur Grégoire XI avaient été d’être chanoine à onze ans puis prieur de Mesvres, près d’Autun. Pour éviter tout problème, le cardinal-neveu fut expédié à Pérouse pour apprendre son droit.
Pour Clément VI sa famille tient dans l'Église une place que les contemporains jugent excessive : quatre de ses neveux furent cardinaux – dont l'un sera le pape Grégoire XI – et un autre archevêque. Un autre neveu par alliance, Hugues de la Roche fut maréchal pontifical. L'oncle Nicolas Roger, qui l'avait amené à entrer dans les ordres, fut récompensé par lui en devenant archevêque de Rouen, archevêché considéré à l'époque comme le plus riche de France. Quant à son frère Hugues Roger, élu pape en 1362, s'il renonça à la tiare par « humilité », il se rendit acquéreur durant son cardinalat d'un nombre impressionnant de fiefs qui furent tous rétrocédés à son neveu Guillaume III Roger de Beaufort et accumula un véritable trésor monétaire.

### Les remparts d'Avignon
Le Souverain Pontife put enfin penser à lui. Une telle période ne pouvait que lui faire méditer sur la mort. Il prépara la sienne. Le 7 octobre 1348, par une lettre bullée, il décida que l’abbaye de la Chaise-Dieu serait le siège de sa sépulture. Et pour prier pour le salut de son âme, il institua huit vicairies desservies par huit moines et profès de l’abbaye auvergnate.
Puis face à la guerre qui couvait en France, le pape convint que le nouveau palais des papes, les livrées cardinalices, les abbayes, couvents et édifices religieux d’Avignon avaient besoin d’une protection efficace. Dès 1349, Clément VI chargea Juan Fernandez de Heredia, le sauveur du roi à Crécy, de diriger la construction des nouveaux remparts devant ceindre Avignon. Pour les financer, les Avignonnais furent taxés et les membres de la Curie envoyés aux quatre coins de l’Europe pour trouver des subsides.

### La France récupère le Dauphiné
Devenu veuf, le roi de France Philippe VI pensa d’abord à se remarier, ce qu’il fit le 29 janvier 1349 avec sa jeune cousine Blanche d’Évreux. Puis, en février, il acheta pour 120 000 écus la ville de Montpellier à Jaime III de Majorque et il repensa au Dauphiné.
Le 30 mars, ses conseillers Guillaume Flote, Pierre de La Forest et Firmin de Coquerel, évêque de Noyon, après plusieurs semaines passées à Tain-l'Hermitage, obtinrent l’accord de Humbert II pour la cession. Le 16 juillet 1349, le dauphin du Viennois aliénait enfin ses droits viagers en faveur de Charles, fils de Jean de Normandie et aîné des petits-fils de Philippe VI, qui fut donc le premier à porter le titre de dauphin de France. Humbert cédait ses domaines contre 200 000 florins et une rente annuelle de 24 000 livres payable à Pâques ou à la Trinité. La cérémonie se déroula à Lyon, au couvent des dominicains de la place Comfort. Au cours de celle-ci, Humbert II « se dévêtit » de sa suzeraineté pour en « saisir et investir » Charles. Il lui remit l’épée du Dauphin au manche incrusté du bois de la Vraie Croix, la bannière de saint Georges éclaboussée du sang du dragon, le sceptre et l’anneau delphinaux. Le nouveau Dauphin jura, entre les mains de Jean de Chissé, évêque de Grenoble, de respecter les franchises du Dauphiné, en particulier les statuts solennels promulgués par Humbert II. Dès le lendemain, Humbert prit l’habit monastique. La stratégie de Clément VI avait payé.

### ClémentVIet le vicomte de Turenne
Clément VI pourrait désormais continuer à s’occuper plus sereinement des destinées de l’Église et de sa famille. Et ce fut le mois de décembre 1349 qui marqua une date décisive dans la fortune des Roger de Beaufort. Le pape avait décidé de marier son neveu, Guillaume à Aliénor de Comminges, la sœur cadette de sa très chère Cécile, la vicomtesse de Turenne. Le Souverain Pontife proposa la somme de 20 000 florins pour acheter la vicomté de Turenne et l’offrir comme cadeau de mariage. Cette transaction fut faite le 26 avril. Ce qui n’avait pas été dit officiellement était que le pape, en sous-main, désintéressa les autres ayants droit en leur partageant la bagatelle de 125 000 florins.

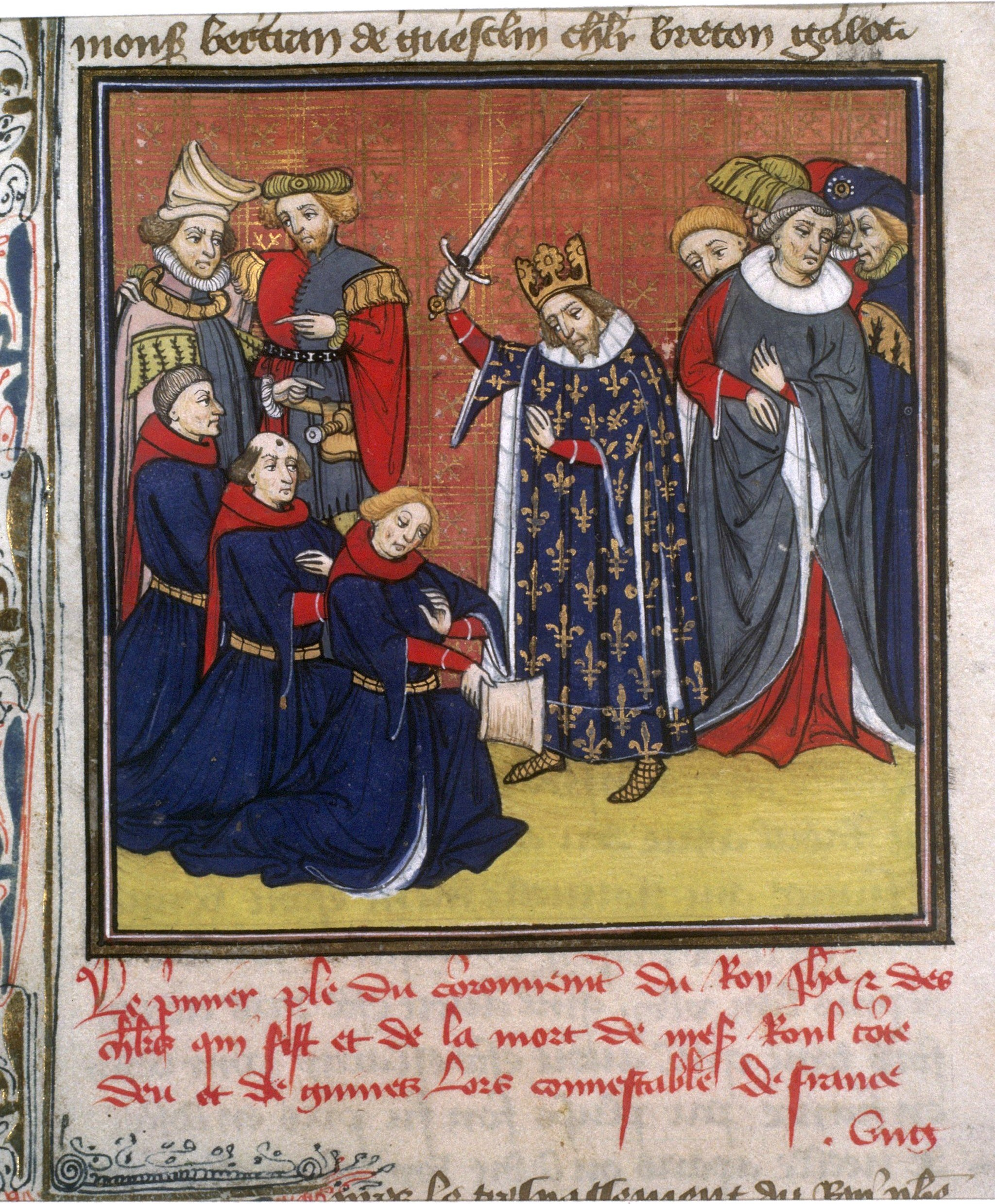
Le neveu de Clément VI armé chevalier en même temps que le dauphin Charles.

En France, Philippe VI étant mortle dimanche 23 août 1350 à Nogent-le-Roi, son fils Jean II lui avait succédé. Son couronnement et celui de sa seconde épouse Jeanne de Boulogne, par l’archevêque Jean de Vienne, avait été prévu à Reims pour le 26 septembre. Clément VI ne voulut pas que son neveu Guillaume manqua un tel événement. Il se fit pressant et envoya cinquante-cinq brefs pour que, ce jour-là, il fut armé chevalier en même temps que le Dauphin Charles. Le nouveau roi obtempéra. Le 15 septembre 1350, par lettres patentes, Jean II confirmait à Guillaume III Roger de Beaufort sa vicomté de Turenne. Puis généreusement, il lui remit la seigneurie de Caylus.
Depuis leur mariage, le vicomte de Turenne et son épouse s’étaient installés dans le palais pontifical de leur oncle à Villeneuve-lès-Avignon. En cet été, Clément VI les y rejoignit. Ce fut là qu’il donna mission à Matteo Giovanetti de se rendre à la Chaise-Dieu pour exécuter dans l’abbaye des fresques sur la vie de saint Robert. Pour satisfaire les soucis artistiques pontificaux, le peintre de Viterbe y séjourna entre août et septembre.

### La mort du Magnifique
Dès le début de son pontificat, Clément VI fut entouré d’une kyrielle de médecins. H. Waquet, a relevé la présence de deux à trois plus un chirurgien de 1342 à 1347, dont six en décembre 1343 et quatre en octobre-novembre 1344. Il existe une notification de traitement faite par Étienne Seguin, le physicus pontifical en décembre 1343 : « bain d’eau de mer pour la guérison du pied pontifical ». Le pape souffrait de la goutte. À la fin de l'automne 1351, il dut s’aliter ravagé par la fièvre et de terribles souffrances. Guy de Chaulhac, le savant physicien de Montpellier fut appelé en consultation. Le 17 décembre 1351, cet expert homme de l’art avoua à l’entourage du pape que cette fatale indisposition était due à des calculs rénaux qui provoquaient des abcès purulents.
Ce fut à cette époque que Cola di Rienzo arriva sous bonne escorte, à Avignon, afin de comparaître devant le pape. Le tribun de Rome, après avoir quitté Naples, s’était rendu à Prague auprès de Charles IV de Luxembourg pour l’implorer de le désigner comme son Vicaire général pour l’Italie. L’empereur l’avait fait mettre aux fers puis envoyé dans la cité papale. Clément VI, trop épuisé, jugea toute entrevue inutile et Rienzo, le 22 septembre, fut emmuré dans la tour du Trouillas et étroitement surveillé par des sergents pontificaux.
En 1352, son état empira. Pétrarque en fut le témoin et en fit part dans une lettre à son ami le prieur des Saints-Apôtres :

« J'ai besoin d'un exemplaire de Pline, j'ai laissé le mien à Vérone ; il n'y a que le pape qui l'ait ici ; il est malade, j'attends qu'il soit rétabli pour le lui demander. »

Sentant venir sa fin prochaine, le 1er novembre 1352, le pape, pour régler certaines affaires de l’Église, envoya en France, en Angleterre et en Flandre les frères Daniele et Pietro de Carmignano, facteurs de Malabayla. Clément VI le Magnifique sentit venir sa mort au milieu d’atroces souffrances. Le 6 décembre 1352, vers midi, à la suite d’une dernière crise aiguë de gravelle, il expira. Avant de mourir le pontife avait renouvelé son désir d’être inhumé dans l’abbatiale Saint-Robert de la Chaise-Dieu.

### Son inhumation à la Chaise-Dieu

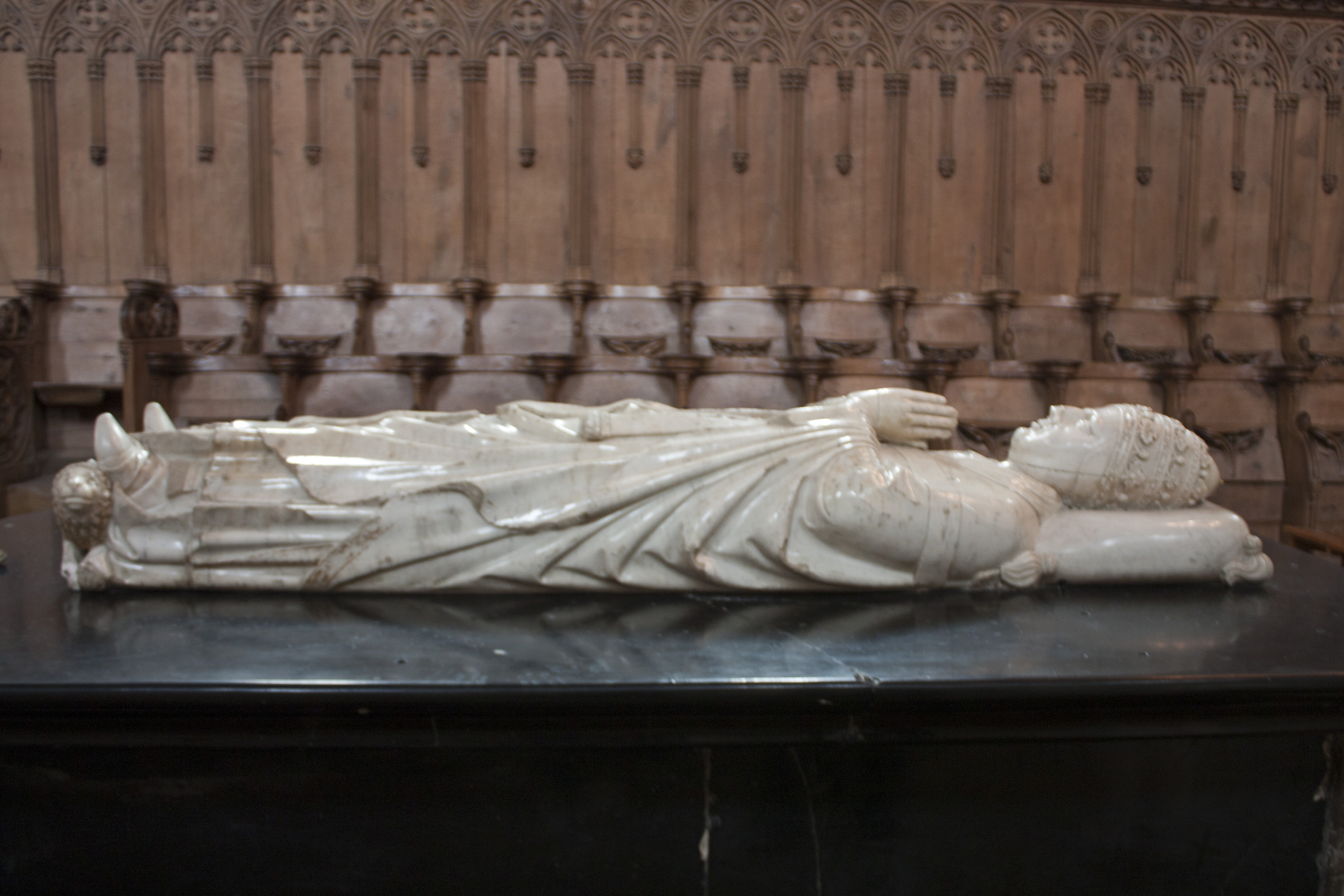
Gisant du pape Clément VI dans l'abbatiale de la Chaise-Dieu.

Le transfert du pape défunt à la Chaise-Dieu n’eut lieu qu’au printemps 1353. Le cortège funèbre, conduit par le cardinal de Beaufort, fut accueilli le 8 avril 1353 par son cousin Étienne d’Aigrefeuille qui dirigeait l’abbaye auvergnate. En signe de deuil, la nef et le chœur étaient encourtinés de serges noires et les armes du trépassé exposées en l’abbatiale. Sa dépouille, entourée d’un linceul en peau de cerf, fut déposée sur un châssis de fer à l’intérieur du sépulcre.
Le mausolée est réalisé par le maître sculpteur Pierre Roye et de ses élèves Jean David et Jean de Seignolles qui s'inspirent du tombeau de Jean XXII. Le gisant du pape est entièrement réalisé en marbre de Carrare recouvert d’une couche d’or. Il repose sur un sarcophage de marbre noir qui était à l'origine surmonté d'un édicule et orné de la représentation du cortège funèbre avec 44 statuettes d'albâtre. Ce sarcophage est recouvert d'une table unie du même marbre, dépassant par une forte et simple moulure la ligne verticale des parois. Sur cette couche mortuaire est étendue la statue du pape, un peu plus grande que nature. La tête, coiffée de la tiare à trois couronnes fleuronnées, repose sur un coussin. Les mains sont jointes, les pieds sont appuyés contre deux lions à la crinière jadis dorée. L'église est profanée lors des guerres de Religion par les soldats d'Antoine d’Allègre, baron de Meilhaud et seigneur de Saint-Just, en 1562. Les huguenots abîment le mausolée. Il est refait au XVIIe siècle par les Mauristes qui ont entrepris de restaurer l'édifice. Les statuettes ont disparu de la sépulture mais quelques fragments sont conservés dans la salle du Trésor de l'abbaye et au musée Crozatier au Puy-en-Velay. On peut encore observer sur certains détails de broderie et d'ornement la trace de l'or fin que les sculpteurs y appliquèrent.
À sa mort, Clément VI ne laissait dans le Trésor Pontifical que 311 115 florins. Sur cette somme Innocent VI, son successeur, attribua 5 000 florins à ses accompagnateurs vers la Chaise-Dieu.
Comme l'a fait remarquer Louis de Ribier cette maison des Roger de Beaufort, qui « a occupé dans la France féodale un rang distingué et a rempli l’Europe de son prestige et de sa renommée », avait bien mérité cette rétribution pour l’inhumation de son chef de file. Yves Renouard jugeant son pontificat a dit de Clément VI : « Sa brillante intelligence, sa clarté d’esprit, son éloquence, son affabilité, son courage, que la peste de 1348 lui donna l’occasion de révéler, ses connaissances théologiques et juridiques, son expérience politique, son habileté diplomatique font de Clément VI un des hommes les mieux doués, les plus complets et les plus remarquables de sa génération ».[réf. souhaitée]

## Bibliographie

Clemens VI, Suppliche 1342-1343